# Lycaste michelii
Lycaste michelii är en orkidéart som beskrevs av Henry Francis Oakeley. Lycaste michelii ingår i släktet Lycaste och familjen orkidéer. Inga underarter finns listade i Catalogue of Life.